# Andreea Enescu
Andreea Enescu (n. Tâlvâc, 4 octombrie 1981, în Sibiu) este o handbalistă din România care joacă pe posturile de intermediar stânga și coordonator de joc pentru clubul CSM Unirea Slobozia.

## Biografie
Enescu a început să joace handbal la Clubul Sportiv Școlar Sibiu, apoi la CSM Sibiu, echipă care evolua în Divizia A. În 2005, ea s-a transferat la CS Oltchim Râmnicu Vâlcea. În același an, Enescu a fost convocată de antrenorul Gheorghe Tadici la echipa națională a României pentru meciul de baraj cu Serbia. În iarna anului 2006, în urma acuzațiilor de „atitudine generală total necorespunzătoare vis-a-vis de cerințele impuse de practicarea sportului de performanță”, Enescu a fost exclusă, împreună cu Alina Braniște, din lotul de Liga Națională și trimisă la echipa de Divizia A.
În sezonul 2006-2007, Enescu a fost împrumutată la clubul HC Oțelul Galați, la care s-a transferat apoi în sezonul următor.
În anul competițional 2008-2009, Andreea Enescu a fost pentru prima dată legitimată la CSM Ploiești, iar în vara lui 2009 a semnat un contract valabil pentru două sezoane cu CS Tomis Constanța.
În iunie 2011, Andreea Tâlvâc s-a căsătorit cu handbalistul Răzvan Enescu de la HCM Constanța și apoi a rămas însărcinată, retrăgându-se pentru o perioadă din activitatea sportivă. Ea a revenit în 2012 și s-a transferat la CSM Ploiești, echipă antrenată de Mircea Anton.
Andreea Tâlvâc-Enescu a fost convocată în 2001 la echipa națională de tineret a României, pentru care a jucat în șase meciuri și a înscris șase goluri, iar în 2005 a fost convocată la naționala de senioare, pentru care a jucat patru meciuri și a înscris șapte goluri.